# Hausleiten
Hausleiten är en ort och kommun i Österrike. Den ligger i distriktet Korneuburg i förbundslandet Niederösterreich, 28 km nordväst om huvudstaden Wien. 
Kommunen består av nio orter (Ortschaften) (inom parentes invånarantal 1 januari 2024):

- Gaisruck (257)
- Goldgeben (611)
- Hausleiten (1 531)
- Perzendorf (158)
- Pettendorf (249)
- Schmida (217)
- Seitzersdorf-Wolfpassing (423)
- Zaina (136)
- Zissersdorf (261)